# آبرا (فیلیپین)
آبرا یکی از استان‌های کشور فیلیپین است.
این استان در شمال این کشور قرار گرفته است و بخشی از جزیره لوزون به حساب می‌آید.
مرکز این استان شهر بانگوئد Bangued است.
جمعیت آن بیش از دویست هزار نفر است.
مساحت این استان نیز اندکی کمتر از چهار هزار کیلومتر مربع است .